# К-27
| К-27                                                   | К-27                                                                                 | К-27                                                                                 |
| ------------------------------------------------------ | ------------------------------------------------------------------------------------ | ------------------------------------------------------------------------------------ |
| К-27                                                   |                                                                                      |                                                                                      |
|                                                        |                                                                                      |                                                                                      |
| Схематичне зображення підводного човна К-27            |                                                                                      |                                                                                      |
| Верф                                                   | завод № 402, Сєверодвінськ                                                           | завод № 402, Сєверодвінськ                                                           |
| Під прапором                                           | СРСР                                                                                 | СРСР                                                                                 |
| Належність                                             | Військово-морський флот СРСР                                                         | Військово-морський флот СРСР                                                         |
| Порт приписки                                          | Сєверодвінськ, Греміха                                                               | Сєверодвінськ, Греміха                                                               |
| Замовлення                                             | 12 вересня 1952                                                                      | 12 вересня 1952                                                                      |
| Закладений                                             | 15 червня 1958                                                                       | 15 червня 1958                                                                       |
| Спуск на воду                                          | 1 квітня 1962                                                                        | 1 квітня 1962                                                                        |
| Введений до складу флоту                               | 22 червня 1963                                                                       | 22 червня 1963                                                                       |
| Виведений зі складу флоту                              | 1 лютого 1979                                                                        | 1 лютого 1979                                                                        |
| На службі                                              | 1963–1979                                                                            | 1963–1979                                                                            |
| Прізвисько                                             | «Нагасакі»                                                                           | «Нагасакі»                                                                           |
| Сучасний статус                                        | 6 вересня 1982 року затоплений в затоці Степового на Південному острові Нової Землі  | 6 вересня 1982 року затоплений в затоці Степового на Південному острові Нової Землі  |
| Бойовий досвід                                         | Холодна війна                                                                        | Холодна війна                                                                        |
| Проєкт                                                 |                                                                                      |                                                                                      |
| Тип ПЧ                                                 | атомний підводний човен                                                              | атомний підводний човен                                                              |
| Розробник проєкту                                      | СКБ № 143                                                                            | СКБ № 143                                                                            |
| Головний конструктор                                   | Перегудов В. М. Назаров О. К.                                                        | Перегудов В. М. Назаров О. К.                                                        |
| Класифікація НАТО                                      | November                                                                             | November                                                                             |
| Основні характеристики                                 |                                                                                      |                                                                                      |
| Швидкість (надводна)                                   | 14,9 вузлів (27,6 км/год)                                                            | 14,9 вузлів (27,6 км/год)                                                            |
| Швидкість (підводна)                                   | 30,2 вузли (55,9 км/год)                                                             | 30,2 вузли (55,9 км/год)                                                             |
| Робоча глибина занурення                               | 270 м                                                                                | 270 м                                                                                |
| Гранична глибина занурення                             | 300 м                                                                                | 300 м                                                                                |
| Автономність плавання                                  | 50 діб                                                                               | 50 діб                                                                               |
| Екіпаж                                                 | 105 осіб                                                                             | 105 осіб                                                                             |
| Розміри                                                |                                                                                      |                                                                                      |
| Довжина найбільша (по КВЛ)                             | 109,8 м                                                                              | 109,8 м                                                                              |
| Ширина корпусу найб.                                   | 8,3 м                                                                                | 8,3 м                                                                                |
| Висота                                                 | 9,4 м                                                                                | 9,4 м                                                                                |
| Середня осадка (по КВЛ)                                | 6,3 м                                                                                | 6,3 м                                                                                |
| Водотоннажність надводна                               | 3 414 т                                                                              | 3 414 т                                                                              |
| Силова установка                                       |                                                                                      |                                                                                      |
| Атомна: 2 × реактори РМ-1 з рідкометалевим теплоносієм |                                                                                      |                                                                                      |
| Гвинти                                                 | 2                                                                                    | 2                                                                                    |
| Потужність                                             | 2 × 17 500 к. с.                                                                     | 2 × 17 500 к. с.                                                                     |
| Озброєння                                              |                                                                                      |                                                                                      |
| Торпедно- мінне озброєння                              | 8 носових ТА калібру 533-мм (20 торпед, з них 6 з ядерною ГЧ потужністю 15 кілотонн) | 8 носових ТА калібру 533-мм (20 торпед, з них 6 з ядерною ГЧ потужністю 15 кілотонн) |

К-27 (рос. К-27) — радянський атомний торпедний підводний човен, єдиний корабель, побудований за проєктом 645 ЖМТ з рідким металом як теплоносієм. Конструкція човна базувалася на проєкті 627 «Кит». Закладений 15 червня 1958 року на заводі № 402 у Сєверодвінську. 1 квітня 1962 року спущений на воду. 22 червня 1963 року включений до складу Північного флоту ВМФ СРСР. Дослідний підводний човен К-27 проєкту 645 став першим атомним підводним човном з двореакторною паровиробною установкою з рідкометалевим теплоносієм зі сплаву свинець-бісмут. На цьому ж човні були вперше використані автономні турбогенератори.
З 21 квітня по 12 червня 1964 року здійснив рекордне автономне плавання у води Центральної Атлантики. Підводний човен під командуванням І. І. Гуляєва побив рекорди щодо дальності автономного походу, тривалості підводного плавання.
До 7 вересня 1965 року перебував в бойовому складі як крейсерський підводний човен (КрПЧ) і лише згодом був переведений у розряд дослідних.
24 травня 1968 року на борту човна сталася радіаційна аварія. В результаті аварії реактора весь екіпаж був переопромінений і переніс гостру променеву хворобу, 20 осіб отримало дози радіації від 600 до 1000 бер. Загинуло 9 членів екіпажу: один матрос задихнувся у протигазі безпосередньо на борту, вісім людей померли пізніше у госпіталі від отриманих на борту високих доз радіації.
Після аварії відновлення К-27 було визнано недоцільним. Протягом 13 років атомний підводний човен перебував у резерві. 1 лютого 1979 року К-27 було виключено зі складу ВМФ СРСР і 1 жовтня 1980 року розформовано. У вересні 1982 року К-27 затоплений в Карському морі на глибині 33 м біля північно-східного узбережжя архіпелагу Нова Земля на вході до затоки Степової.
Човен був кораблем-лауреатом різних премій, серед членів його екіпажу були адмірали та Герої Радянського Союзу. За аналогією з К-19, прозваний «Хіросімою», К-27, також відомий радіаційними аваріями, мав на флоті прізвисько «Нагасакі».